# Joaquim Casal i Fàbrega
Joaquim Casal i Fàbrega (Palau Sacosta, Girona, 1948) és doctor enginyer industrial per la Universitat Politècnica de Catalunya, on ha estat professor des del 1974, catedràtic d’enginyeria química del 1988 al 2018 i professor emèrit des d’aleshores.
És un dels introductors de l’anàlisi del risc tecnològic –incendis, explosions, fuites tòxiques– a l’Estat espanyol i ha dut a terme una tasca pionera de difusió tant aquí com en altres països. Fruit de la seva recerca ha publicat uns tres-cents articles i comunicacions d’àmbit internacional, així com diversos llibres, com Evaluation of the effects and consequences of major accidents in industrial plants (2008 i 2018). El 1992 fundà el Centre d’Estudis del Risc Tecnològic, del qual fou director fins al 2010. Ha realitzat assessorament a empreses i a l’Administració en l’anàlisi de risc i d’accidents ocorreguts. Ha organitzat congressos internacionals, com el First European Meeting on Chemical Industry and Environment (1993), i ha estat professor visitant en universitats de diversos països entre les quals hi ha la Universitat Sharif de Tecnologia (Iran) i la Universitat del Petroli de la Xina. És membre de la Secció de Ciències i Tecnologia de l'Institut d’Estudis Catalans, de la que n’ha estat president (2001-2002).
Va ser director del Departament d’Enginyeria Química (1994-1999) i vicerector de Política Científica de la UPC (1999-2001), i director general de Recerca del Departament d’Universitats i Recerca de la Generalitat de Catalunya (2002-2003). 
Ha publicat també diversos llibres en l’àmbit de la ficció i ciència-ficció: Una recerca en dos temps (2012), L’esperit de fum i altres relats (2012); i Tilepadeion: I know what is in your mind (2015) i El darrer foc (2024).
Ha obtingut el Premi Rafael Campalans de l’IEC (1983) pel treball Contribució a l’estudi de la fluïdització homogènia i el Premi Divulga del Museu de la Ciència (1984) per Com, quan i perquè les coses es rovellen. Li ha estat concedida la Medalla Narcís Monturiol al mèrit científic i tecnològic (2012). També ha estat premiat per la seva faceta literària amb el Premi Ictineu 2012 per Entropia minvant i el Premi de Ciència-ficció Manuel de Pedrolo 2014 per la novel·la Tilepadeion: sé què penses.